# Que Tiro Foi Esse
"Que Tiro Foi Esse" é uma canção de funk carioca da cantora Jojo Maronttinni. A canção foi lançada como single no dia 29 de dezembro de 2017 no YouTube, sendo a segunda música que a cantora compôs.

## Impacto
Em poucos dias após seu lançamento, a música não só liderou a lista das músicas mais viralizadas do Spotify no Brasil, como alcançou a décima primeira posição da parada Global Viral mundial. Além disso, a música viralizou nas redes sociais, com pessoas simulando uma queda em lugares públicos toda vez que a cantora entoa o primeiro verso, "Que tiro foi esse", gíria de cunho LGBT usada quando se é impactado por algo ou alguém. Famosos como Anitta, Bruno Gagliasso e Cesar Tralli postaram vídeos se jogando no chão após "levar um tiro". O sucesso da música fez com que algumas pessoas acusassem a música de fazer apologia à violência, como a atriz Joana Balaguer e a repórter Rafa Brites. Isso fez com que a cantora rebatesse as críticas e negasse apologia a violência. Além disso, 4 funcionários do Hospital Santa Isabel, de Salvador, capital da Bahia, postaram um vídeo se jogando no chão ao som da faixa, sendo demitidos logo depois.

## Desempenho nas tabelas musicais
| Tabela musical (2018)           | Melhor posição |
| ------------------------------- | -------------- |
| Brasil (Brasil Hot 100 Airplay) | 50             |
| Brasil (Hot Pop & Popular)      | 9              |
| Portugal (Portugal)             | 20             |

## Certificações
| País          | Certificação | Certificação (limiares de vendas) |
| ------------- | ------------ | --------------------------------- |
| Brasil (ABPD) | 2× Diamante  | 600.000+                          |